# Sprague Grayden
Sprague Grayden (Manchester-by-the-Sea, 21 luglio 1980) è un'attrice statunitense.

## Biografia
Nata e cresciuta a Manchester-by-the-Sea, nel Massachusetts, ha frequentato la Manchester High School e il Barnard College. Il cognome Grayden è quello di sua madre da nubile. Aveva un fratello minore, Benjamin, scomparso nel 1999.

## Carriera
Finora la sua carriera si è concentrata soprattutto in ambito televisivo. Nel 2002 ha preso parte alla serie televisiva John Doe nel ruolo ricorrente di Karen. Tra il 2004 e il 2005 ha lavorato invece in Joan of Arcadia, nel ruolo di Judith, in Six Feet Under, ed è stata nel cast di Over There. Dal 2006 al 2008 è invece in Jericho, dove ha interpretato l'insegnante Heather Lisinski. Tra il 2007 e il 2008 ha anche avuto ruoli ricorrenti in Weeds e Sons of Anarchy. Nel 2009 ha partecipato alla settima stagione della serie televisiva 24 nel ruolo di Olivia Taylor. Ha inoltre preso parte come guest a svariate serie TV come Law & Order - Unità vittime speciali, Crossing Jordan, One Tree Hill, CSI: NY, Senza traccia, CSI: Miami, Criminal Minds, Dr. House - Medical Division e Grey's Anatomy. Tra il 2012 e il 2013, dopo un ruolo ricorrente nella quarta stagione di White Collar, entra nel cast principale della serie Low Winter Sun.
Il suo debutto assoluto è avvenuto al cinema nel 1989 in Dad - Papà. Sul grande schermo ha poi partecipato negli anni 2000 a film come La prima volta di Niky, The Last Lullaby e Wake. Nel 2010 è protagonista di Paranormal Activity 2, per poi riprendere il ruolo anche nei sequel Paranormal Activity 3 e Paranormal Activity 4.
In teatro ha preso parte a produzioni come Hopscotch: The New York Sex Comedy, I monologhi della vagina di Eve Ensler, Pazzo d'amore di Sam Shepard, Amleto di William Shakespeare, Waiting for Lefty di Clifford Odets e Ordinary Day.

## Filmografia

### Cinema
- Dad - Papà (Dad), regia di Gary David Goldberg (1989)
- Biohazardous, regia di Michael J. Hein (2001)
- Six Months Later, regia di David Frigerio – cortometraggio (2005)
- La prima volta di Niky (Mini's First Time), regia di Nick Guthe (2006)
- The Last Lullaby, regia di Jeffrey Goodman (2008)
- Wake, regia di Ellie Kanner (2009)
- Paranormal Activity 2, regia di Tod Williams (2010)
- Camera Obscura, regia di Kai Beverly-Whittemore – cortometraggio (2010)
- Paranormal Activity 3, regia di Ariel Schulman e Henry Joost (2011)
- Paranormal Activity 4, regia di Ariel Schulman e Henry Joost (2012)

### Televisione
- Law & Order - Unità vittime speciali (Law & Order - Special Victims Unit) – serie TV, episodi 3x16-10x21 (2002-2009)
- John Doe – serie TV, 14 episodi (2002-2003)
- Crossing Jordan – serie TV, episodio 4x03 (2004)
- Joan of Arcadia – serie TV, 9 episodi (2004-2005)
- One Tree Hill – serie TV, episodio 2x18 (2005)
- Six Feet Under – serie TV, 12 episodi (2005)
- Over There – serie TV, 12 episodi (2005)
- CSI: NY – serie TV, episodio 2x15 (2006)
- Jericho – serie TV, 17 episodi (2006-2008)
- Weeds – serie TV, episodi 3x12-3x13-3x14 (2007)
- Private Practice – serie TV, episodio 1x07 (2007)
- Senza traccia (Without a Trace) – serie TV, episodio 6x16 (2008)
- Sons of Anarchy – serie TV, 7 episodi (2008)
- CSI: Miami – serie TV, episodio 7x23 (2009)
- 24 – serie TV, 14 episodi (2009)
- Criminal Minds – serie TV, episodio 5x15 (2010)
- Three Rivers – serie TV, episodio 1x11 (2010)
- Drop Dead Diva – serie TV, episodio 2x07 (2010)
- Law & Order: LA – serie TV, episodio 1x06 (2010)
- Dr. House - Medical Division (House, M.D.) – serie TV, episodio 7x09 (2011)
- Grey's Anatomy – serie TV, episodio 7x22 (2011)
- Prime Suspect – serie TV, episodio 1x10 (2011)
- Touch – serie TV, episodio 1x04 (2012)
- Major Crimes – serie TV, episodio 1x09 (2012)
- White Collar – serie TV, episodi 4x09-4x11-4x16 (2012-2013)
- Low Winter Sun – serie TV, 10 episodi (2013)
- The Following – serie TV, 8 episodi (2014)
- True Detective – serie TV, episodio 2x06 (2015)
- Rosewood – serie TV, episodio 1x10 (2015)
- Pretty Little Liars – serie TV, episodio 7x08 (2016)
- Dirty John – serie TV, 5 episodi (2018-2020)

## Doppiatrici italiane
Nelle versioni in italiano delle opere in cui ha recitato, Sprague Grayden è stata doppiata da:
- Domitilla D'Amico in Joan of Arcadia, The Last Lullaby, La prima volta di Niky, Private Practice, Senza traccia, Wake
- Emanuela D'Amico in Law & Order - Unità vittime speciali, Crossing Jordan, Sons of Anarchy
- Letizia Scifoni in Paranormal Activity 2, Paranormal Activity 3, Paranormal Activity 4
- Daniela Calò in Criminal Minds, Law & Order: LA
- Francesca Fiorentini in Dr. House - Medical Division, The Last Ship
- Eleonora De Angelis in Pretty Little Liars
- Ilaria Latini in Six Feet Under
- Ilaria Stagni in John Doe
- Eleonora Reti in Over There
- Laura Facchin in CSI: NY
- Laura Latini in CSI: Miami
- Selvaggia Quattrini in 24
- Antonella Baldini in Grey's Anatomy
- Sabrina Duranti in Major Crimes
- Cinzia Villari in The Following
- Paola Majano in White Collar
- Irene Di Valmo in Code Black
- Daniela Abbruzzese in NCIS: New Orleans
- Chiara Gioncardi in Dirty John
- Francesca Manicone in Station 19
- Georgia Lepore in Seven Seconds
- Angela Brusa in NCIS: Los Angeles
- Giulia Santilli in Reacher